# George Eisenbarth
George Stephen Eisenbarth (* 17. September 1947 in Brooklyn; † 13. November 2012 in Denver) war ein amerikanischer Endokrinologe, Immunologe und Diabetologe. Er fungierte von 1992 bis zu seinem Tod als Professor an der University of Colorado sowie als geschäftsführender Direktor von deren Barbara Davis Center for Diabetes, und zählte weltweit zu den führenden Diabetesforschern seiner Zeit.
Schwerpunkte seiner wissenschaftlichen Tätigkeit waren die Pathogenese des Typ-1-Diabetes sowie die Entwicklung von Möglichkeiten zur Prädiktion und Prävention dieser Erkrankung. Mit seinen Forschungsleistungen, für die er unter anderem mit der Banting-Medaille und dem Pasteur-Weizmann/Servier International Prize ausgezeichnet wurde, legte er wichtige Grundlagen für das Verständnis des Typ-1-Diabetes als Autoimmunerkrankung.

## Leben
George Eisenbarth wurde 1947 im New Yorker Stadtbezirk Brooklyn geboren und erlangte 1969 an der Columbia University in seiner Heimatstadt einen B.A.-Abschluss in Biologie. Nach einem anschließenden Medizinstudium an der Duke University, an der er 1974 die naturwissenschaftliche Promotion in Physiologie/Pharmakologie und 1975 den Abschluss als M.D. erhielt, bildete er sich dort auch in Endokrinologie weiter. Er wechselte 1977 zunächst an die National Institutes of Health in Bethesda, wo er in der vom Nobelpreisträger Marshall Warren Nirenberg geleiteten Abteilung für biochemische Genetik tätig war und mit Anthony Fauci zusammenarbeitete.
Im Jahr 1979 kehrte er an die Duke University zurück. Drei Jahre später ging er an das Joslin Diabetes Center in Boston, an dem er die Sektion Immunologie aufbaute. Er übernahm dann 1992 an die University of Colorado eine Professur für Pädiatrie und Immunologie und die Position des geschäftsführenden Direktors des Barbara Davis Center for Diabetes, das sich unter seiner Leitung zu einer der national und international führenden Einrichtungen zur Behandlung und Erforschung des Diabetes mellitus entwickelte.
George Eisenbarth war verheiratet sowie Vater eines Sohns und einer Tochter, die als Assistenzprofessorin für Labormedizin und Immunologie an der Yale University tätig ist. Er starb 2012 in Denver infolge eines Pankreastumors.

## Wissenschaftliches Wirken
George Eisenbarth widmete sich insbesondere der Erforschung der pathogenetischen Grundlagen sowie darauf aufbauend Möglichkeiten zur Prädiktion und Prävention des Typ-1-Diabetes. Während seiner Zeit am Joslin Diabetes Center beschäftigte er sich diesbezüglich unter anderem mit Studien an eineiigen Zwillingen, bei denen nur einer von beiden erkrankt war. Darüber hinaus begann er mit Untersuchungen an dem in Japan etablierten Tiermodell der NOD-Maus. Mit einem 1986 in der Fachzeitschrift The New England Journal of Medicine unter dem Titel Type 1 Diabetes: A chronic autoimmune disease veröffentlichten Artikel postulierte er die heute allgemein akzeptierte Sichtweise, dass es sich beim Typ-1-Diabetes aus pathogenetischer Sicht um eine chronische Autoimmunerkrankung handelt.
Am Barbara Davis Center untersuchte er vor allem die molekularen Grundlagen der Autoimmunität beim Typ-1-Diabetes. Dabei konzentrierte er sich insbesondere auf das Insulin, für das er eine zentrale Rolle als Autoantigen annahm. Darüber initiierte er umfangreiche Kohortenstudien zur Identifizierung der Umweltfaktoren und zur Charakterisierung der autoimmunologischen Prozesse, die ursächlich für die Entstehung des Typ-1-Diabetes sind. Hierzu zählen die im Jahr 1993 gestartete DAISY-Studie (Diabetes Autoimmunity Study in the Young) an rund 1.500 in Denver geborenen Kindern sowie die 2002 begonnene TEDDY-Studie (Trial to Identify the Environmental Determinants of Diabetes), eine multizentrische Studie zur Langzeitbeobachtung von mehr als 8.500 Neugeborenen in Kliniken in den USA, in Finnland, in Schweden und in Deutschland.
Zu den wichtigsten Ergebnissen der Forschung von George Eisenbarth gehören die Identifizierung und Charakterisierung mehrerer Autoantigene, die für die zum Typ-1-Diabetes führende Autoimmunität von Bedeutung sind, sowie die Etablierung von biochemischen Assays zum Nachweis der gegen diese Antigene gerichteten Autoantikörper. Darüber hinaus trug er zur Entwicklung und Charakterisierung verschiedener monoklonaler Antikörper, Zelllinien und Tiermodelle bei, die weite Verbreitung in der Diabetesforschung gefunden haben. Hierzu zählen unter anderem Antikörper gegen verschiedene Inselzellproteine, ein Immunassay zur Messung der Insulinkonzentration in Zellkulturen sowie die Beschreibung einer Lymphopenie in der BB-Ratte, eines für dieses Tiermodell charakteristischen Mangels an Lymphozyten im Blut.
George Eisenbarth, der während seiner Karriere mehr als 450 wissenschaftliche Publikationen veröffentlichte, war Mitbegründer und ehemaliger Präsident der Immunology of Diabetes Society und gehörte der Brehm Coalition an, einer Gruppe von neun Laborleitern an verschiedenen Universitäten mit dem Ziel einer verstärkten Zusammenarbeit im Bereich der Diabetesforschung.

## Auszeichnungen
George Eisenbarth erhielt von der Amerikanischen Diabetes-Vereinigung 1986 den Outstanding Scientific Achievement Award, 2009 in Anerkennung seines Lebenswerks mit der Banting-Medaille ihre höchste Auszeichnung sowie 2012 den Albert Renold Award für seine Beiträge im Bereich der Betreuung und Ausbildung von Nachwuchswissenschaftlern. Darüber hinaus wurde ihm 2006 gemeinsam mit der französischen Immunologin Lucienne Chatenoud der mit 150.000 Euro dotierte Pasteur-Weizmann/Servier International Prize verliehen. Die Juvenile Diabetes Research Foundation (JDRF) ehrte ihn 1997 mit dem David Rumbough Award for Scientific Excellence und 2012 mit dem Mary Tyler Moore and S. Robert Levine Excellence in Clinical Research Award. Darüber hinaus stiftete die JDRF im Januar 2013 zum Gedenken an ihn den  George Eisenbarth Award for Type 1 Diabetes Prevention.

## Werke (Auswahl)
- Immunotherapy of Diabetes and Selected Autoimmune Diseases. Boca Raton 1989
- Type I Diabetes: Molecular, Cellular and Clinical Immunology. New York 1996
- Molecular Mechanisms of Endocrine and Organ Specific Autoimmunity. Austin 1999
- Immunology of Type 1 Diabetes. New York 2004
- Immunoendocrinology: Scientific and Clinical Aspects. London 2011